# Nederlandse Vereniging van Ex-Politieke Gevangenen

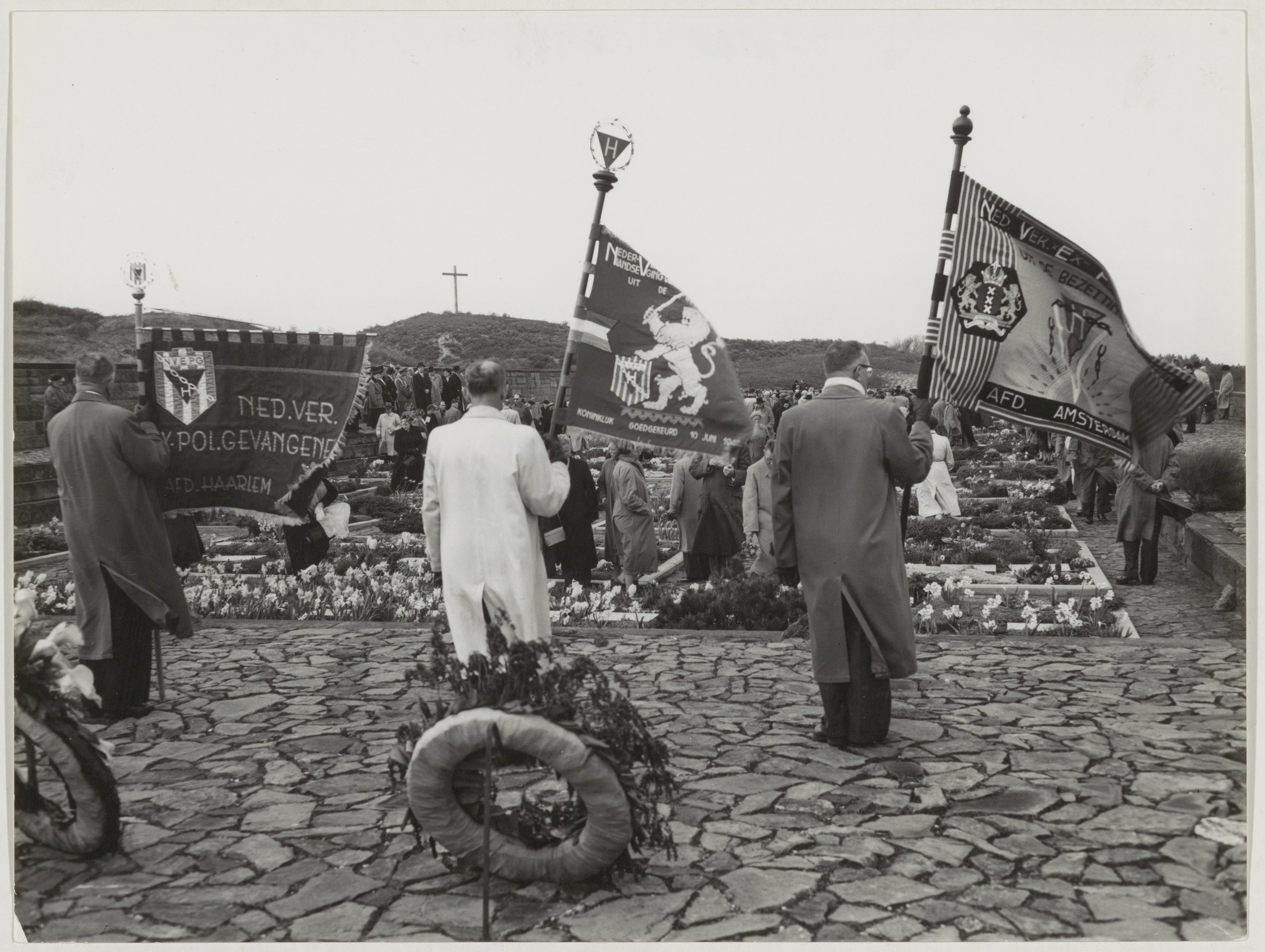
Dodenherdenking van de Expogé op de erebegraafplaats in Overveen (1955)

De Nederlandse Vereniging van Ex-Politieke Gevangenen, kortweg Expogé was een Nederlandse vereniging die van 1945 tot 2010 heeft bestaan. Expogé had als doel in materieel en geestelijk opzicht zorg te dragen voor de nabestaanden van omgekomen politieke gevangenen uit de bezettingstijd (1940-1945). Daarnaast wilde de vereniging de onderlinge band tussen de leden, allen ex-politieke gevangenen, in stand houden en verstevigen.

## Geschiedenis
Expogé werd op 28 september 1945 opgericht door verzetsmensen en gijzelaars die uit de Tweede Wereldoorlog waren teruggekeerd. Prins Bernhard was beschermheer. In totaal heeft Expogé zesduizend leden gehad. Weduwen en kinderen konden buitengewoon lid worden. Het ledenblad heette 'Aantreden'.
De vereniging had veel invloed en heeft zich onder meer met succes ingezet voor een verbetering van invaliditeitsuitkeringen en pensioenregelingen. Tussen 1978 en 1981 heeft zij zich ook beziggehouden met voorlichting op scholen aan de tweede en derde generatie.
Expogé hield ieder jaar een congres, dat ook de functie had het onderlinge contact te houden. Het laatste congres, op 28 september 2009, vond plaats in Paleis het Loo in aanwezigheid van Koningin Beatrix. Tijdens dit congres werd onder voorzitterschap van Peter Molthoff besloten de vereniging per 1 januari 2010 op te heffen, wegens het geringe aantal leden dat nog in leven was. Ter gelegenheid van het slotcongres verscheen het boek De geest van het verzet - Ex-politieke gevangenen uit '40-'45, dat de geschiedenis van Expogé beschrijft.
In het vervolg behartigde Stichting 1940-1945 de belangen van de leden. Het archief van Expogé berust bij het NIOD.